# Biemna granulosigmata
Biemna granulosigmata är en svampdjursart som beskrevs av Claude Lévi 1993. Biemna granulosigmata ingår i släktet Biemna och familjen Desmacellidae.
Artens utbredningsområde är havet kring Nya Kaledonien. Inga underarter finns listade i Catalogue of Life.